# Накамото Куніхару
Накамото Куніхару (яп. 中本 邦治, нар. 29 жовтня 1959, Хіросіма —) — японський футболіст, що грав на позиції захисника.

## Клубна кар'єра
Грав за команду NKK.

## Виступи за збірну
Дебютував 1987 року в офіційних матчах у складі національної збірної Японії. У формі головної команди країни зіграв 5 матчів.

## Статистика
Статистика виступів у національній збірній.
| Збірна Японії | Збірна Японії | Збірна Японії |
| Роки          | Ігри          | голи          |
| ------------- | ------------- | ------------- |
| 1987          | 5             | 0             |
| Усього        | 5             | 0             |